# Prefettura di Magnesia
La prefettura di Magnesia (in greco Νομός Μαγνησίας?, Nomós Magnesías) era una delle 51 prefetture (in greco νομοί?) della Grecia e, precisamente, della periferia della Tessaglia. Il capoluogo era la città di Volo.
Nel 2011 il programma Callicrate ne ha disposto la soppressione; i suoi territori sono stati ripartiti tra due distinte unità periferiche, quella di Magnesia e quella delle Sporadi.

## Geografia fisica
La prefettura di Magnesia si affacciava ad Est su una grande insenatura del mar Egeo, il golfo Pagasitikos, formato dal promontorio Pilio (in italiano Monte Peleo) e delimitato dalla parte settentrionale dell'Eubea.
Confinava a sud con la prefettura della Ftiotide e a nord-ovest con quella di Larissa. Nel suo territorio, oltre al monte Peleo, erano ricomprese anche le Sporadi settentrionali, tranne Sciro.

## Storia
La Magnesia è una regione storica della Grecia, patria di vari personaggi mitologici, quali Giasone, del re Peleo, di suo figlio Achille e di Filottete.

## Geografia antropica

### Suddivisioni amministrative
Dal 1997, con l'attuazione della riforma Kapodistrias, la prefettura di Magnesia era suddivisa in ventidue comuni e quattro comunità.
- Nota: Il Cod YPES è il codice assegnato dal Ministero degli interni greco a ciascuna entità amministrativa.

| Comune        | Cod YPES* | Sede            | Cod Postale | Pref Tel |
| ------------- | --------- | --------------- | ----------- | -------- |
| Afetes        | 3708      | Neochori        | 370 10      | 24230-   |
| Agria         | 3701      | Agria           | 373 00      | 24280-   |
| Aisonia       | 3702      | Dimini          | 385 00      | 24210    |
| Almyros       | 3703      | Almyros         | 371 00      | 24220-   |
| Alonissos     | 3704      | Alonissos       | 370 05      | 24240-   |
| Argalasti     | 3706      | Argalasti       | 370 06      | 24230-   |
| Artemida      | 3707      | Ano Lechonia    | 385 00      | 24280-   |
| Feres         | 3726      | Velestino       | 375 00      | 24250-   |
| Iolkos        | 3711      | Anakasia Iolkou | 385 00      | 24210-   |
| Karla         | 3712      | Stefanoviki     | 375 00      | 24250-   |
| Milea         | 3715      | Milea           | 370 10      | 24230-   |
| Mouresi       | 3716      | Tsangarada      | 370 12      | 24260-   |
| Nea Anchialos | 3717      | Nea Anchialos   | 374 00      | 24280-   |
| Nea Ionia     | 3718      | Nea Ionia       | 383 & 384   | 24210    |
| Portaria      | 3719      | Portaria        | 370 11      | 24280-   |
| Pteleos       | 3720      | Pteleos         | 370 07      | 24220-   |
| Sipiada       | 3721      | Lafkos          | 370 06      | 24230-   |
| Skiathos      | 3722      | Skiathos        | 370 03      | 24240-   |
| Skopelos      | 3723      | Skopelos        | 370 03      | 24240-   |
| Sourpi        | 3724      | Sourpi          | 370 08      | 24220-   |
| Volos         | 3709      | Volos           | 380-382     | 24210    |
| Zagora        | 3710      | Zagora          | 370 01      | 24260-   |
| Comunità      | Cod YPES  | Sede            | Cod Postale | Pref tel |
| Anavra        | 3705      | Anavra          | 350 10      | 22320-9  |
| Keramidi      | 3713      | Keramidi        | 385 00      | 24280-7  |
| Makrinitsa    | 3714      | Makrinitsa      | 370 11      | 24280-99 |
| Trikeri       | 3725      | Trikeri         | 370 09      | 24230-91 |